# Barbara Carr
Barbara Jean Carr, geborene Crosby (* 9. Januar 1941 in St. Louis), ist eine amerikanische Bluessängerin.

## Leben und Wirken
Barbara Crosby begann zunächst im Gospelchor der First Baptist Church zu singen, bevor sie eine familiäre Gospelgruppe namens Crosby Sisters gründete. Später sang sie im Highschool-Chor. Als Jugendliche war sie auch an der Gründung einer Gesangsgruppe namens Comets Combo beteiligt, die in lokalen Clubs populäre Stücke coverte. 1963 schloss sie sich einer lokal bekannten Gruppe namens The Petites an, die als Vorgruppe für Smokey Robinson & the Miracles auftrat. Nach früher Heirat lernte sie über ihren Schwager den Saxophonisten und Bandleader Oliver Sain aus St. Louis kennen und wurde Mitglied in dessen R&B-Band.
Mit Hilfe ihrer Verbindung zu Sain erhielt sie 1966 einen Solovertrag bei Chess Records und nahm in den nächsten Jahren Singles wie Don’t Knock Love, I Can’t Stop Now und Think About It Baby für dieses Label auf. Anfänglich war sie begeistert, einen Plattenvertrag zu haben, doch dann wurde sie frustriert, weil Chess Records sie kaum promotete. In den späten 1960er Jahren stellte sie ihre Soloarbeit eine Zeit lang ein, um ihre Kinder großzuziehen, und kehrte dann um 1970 zu Chess Records zurück, allerdings immer noch ohne große Anerkennung. 1972 verließ sie die Band von Sain und sang in einer Reihe anderer, meist kurzlebiger Gruppen in der Region St. Louis. In den späten 1970er Jahren nahm sie eine weitere Single für Gateway auf, Physical Love Affair, fand aber wiederum wenig Unterstützung. Schließlich gründete sie mit ihrem Mann Charles Carr 1982 ihr eigenes Label Bar-Car; dort veröffentlichte sie in den nächsten Jahren eine Reihe von Singles, von denen viele in den Muscle Shoals Studios in Alabama aufgenommen wurden. Dieses Material bildete die Grundlage für Barbara Carrs erstes komplettes Album, Good Woman Go Bad von 1989, das 1994 bei dem in Shreveport ansässigen Label Paula wiederveröffentlicht wurde. Eine zweite Sammlung, Street Woman, wurde 1992 bei Bar-Car auf Kassette veröffentlicht und 1994 auf CD aufgelegt.
Barbara Carr unterschrieb 1996 beim Ecko-Label, wo sie 1997 ihr Album Footprints on the Ceiling herausbrachte. Das Nachfolgealbum half Carr als eine harte, ungehobelte Blues-Mama-Persönlichkeit zu etablieren. Der Titel und der Text von Bone Me Like You Own Me, das 1998 erschien, überließen wenig der Fantasie. Carr wurde auf Blues- und Retro-Soul-Radiosendern im ganzen Süden populär und positionierte sich als eine Art weibliches Gegenstück zu Marvin Sease; ihr Erfolg ermöglichte es ihr schließlich, ihren Tagesjob in einer Elektronikfirma, den sie mehr als 20 Jahre lang ausgeübt hatte, aufzugeben. Carr veröffentlichte eine Reihe von Folgealben und wurde als freche Sängerin im Southern Soul-Blues-Stil bekannt.

## Preise und Auszeichnungen
Carr wurde zweimal mit dem Leserpreis der Zeitschrift Living Blues als Female Blues Artist of the Year ausgezeichnet; sie war auf dem Cover der November-Dezember-Ausgabe 2012 von Living Blues und wurde in dieser Ausgabe ausgiebig porträtiert. Ihr 2012 veröffentlichtes Album Keep the Fire Burning wurde von der Zeitschrift Down Beat als eines der besten Alben des Jahres vorgestellt.
2013 und 2014 war Carr für einen Blues Music Award in der Kategorie Soul Blues Female Artist nominiert.

## Diskographie (Auswahl)
- Good Woman Go Bad (Bar-Car Records, 1989)
- Street Woman (Bar-Car, 1992)
- Footprints on the Ceiling (Ecko Records, 1997)
- Bone Me Like You Own Me (Ecko, 1998)
- What a Woman Wants (Ecko, 1999)
- Stroke It (Ecko, 2000)
- The Best Woman (Ecko, 2001)
- On My Own (Bar-Car/Hollister Entertainment Group, 2002)
- Talk to Me (Mardi Gras Records, 2003)
- The Best of Barbara Carr (Ecko, 2003; Compilation)
- Down Low Brother (Ecko, 2006)
- It’s My Time... (Ecko, 2007)
- Savvy Woman (CDS Records, 2009)
- Southern Soul Blues Sisters (Aviara Music, 2009; mit Uvee Hayes)
- The Best of Barbara Carr, Vol. 2 (Ecko, 2011; Compilation)
- Keeps the Fire Burning (Catfood Records, 2012)[4]